# Fuor d'acqua
Fuor d’acqua è un romanzo del poeta e traduttore italiano Stefano Bortolussi.
 Narra la crisi esistenziale del protagonista, Riccardo Mariano, un quasi quarantenne milanese in attesa di diventare padre.
Benché originariamente scritto in italiano, il romanzo ha avuto una prima edizione americana (2003), con traduzione di Anne Milano Appel.

## Titolo
Il titolo del romanzo allude metaforicamente alle difficoltà morali e psicologiche dalle quali il protagonista riesce con fatica a riemergere.

## Incipit
(Dall’edizione italiana)
(Dall’edizione americana)

## Trama
Riccardo Mariano detto Cardo è un romanziere milanese quasi quarantenne; la moglie Solveig, incontrata durante una vacanza giovanile in Norvegia, è in attesa del loro primo figlio.
  Cardo sembra essere un uomo felice e sereno, eppure durante uno dei suoi pomeriggi di canottaggio all’Idroscalo  si ritrova inaspettatamente a tradire la moglie con un’atletica ventenne di nome Caterina. La relazione sessuale è fugace, ben poco significativa, e Solveig la scopre quasi subito. Invece di abbandonarsi alla collera, distruggendo il proprio decennale matrimonio, la donna sceglie però di dare al marito una possibilità di esplorare e spiegare a se stesso i motivi del suo assurdo comportamento.
Così, mentre Solveig torna per un po’ in Norvegia dai genitori, Riccardo è costretto a ripercorrere e ad analizzare il proprio passato, dominato dall’abbandono dell’esuberante padre, allontanatosi dalla famiglia in seguito al tragico incidente che aveva portato alla morte del figlio minore Michele: incidente del quale Riccardo si era poi sentito sempre responsabile.
 Le riflessioni personali, la paziente attesa da parte di Solveig e qualche fortunata circostanza permetteranno infine al Cardo di superare le paure sedimentate in tanti anni, e di accettare con maggiore tranquillità il proprio ruolo di padre.

## I capitoli
- Lo spinoso pomeriggio del Cardo
- La testa perfetta di Sol
- La madre di tutte le circostanze
- Scoglio a dritta
- Un minuto lungo una vita
- Il carteggio Cardo
- Respirazione bocca a bocca
- I riflessi della luna
- Due cene, tre epifanie
- Una busta dal passato
- A bordo della North Star
- Il racconto del capitano
- A Nusfjord! A Nusfjord!

## Personaggi
- Riccardo Mariano detto Cardo. Romanziere quasi quarantenne, gravato da manie ossessive e da un doloroso passato che gli impedisce di essere forte ed aperto al futuro. Lo salva da se stesso l’amore comprensivo della moglie Sol, assieme a qualche fortunata coincidenza.
- Solveig Anderssen detta Sol. Bella, intelligente e volitiva, è la moglie di Riccardo (che l’ha incontrata durante una vacanza in Norvegia) ormai da una decina d’anni. Ha aspettato molto prima di mettere in cantiere un figlio, ma ora è tutto ciò che desidera.
- Corrado Mariano. È – o meglio, era – il padre di Riccardo, un uomo esuberante, vitale, poco fedele alla moglie Anna. Dopo l’incidente che causa la morte del figlio minore Michele, abbandona la famiglia e fa perdere le proprie tracce.
- Caterina. Ventenne bella ed energica, non molto brillante ma forse meno superficiale di quanto possa sembrare. È con lei che, un po’ per caso, Riccardo tradisce la moglie Sol.
- Gioia e Felice. Coppia di coniugi amici di Riccardo. È a loro che l’uomo si rivolge per ottenere conforto e comprensione dopo l’abbandono da parte di Sol. In antitesi ai loro nomi, hanno battezzato i due figli come Bruno e Fosco.

## Edizioni

### Edizione americana
- Stefano Bortolussi, Head Above Water (Fuor d’acqua), traduzione di Anne Milano Appel, City Lights Books, collana “Italian Voices”, 2003

### Edizioni italiane
- Stefano Bortolussi, Fuor d’acqua, pag.100, PeQuod ed., 2004 – ISBN 88-87418-68-3
- Stefano Bortolussi, Fuor d’acqua, pag.100, VandA.ePublishing S.r.l., 2015 – ISBN 978-88-6899-137-1